# Словачка евангеличка црква у Селенчи
Словачка евангеличка црква у Селенчи, насељеном месту на територији општине Бач, подигнута је 1860. године.